# Marco Zorec
Marco Zorec, avstrijski hokejist, * 12. september 1990, Beljak, Avstrija. 
Trenutno igra na položaju branilca za avstrijsko moštvo VSV EC.

## Kariera
Zorec je začel kariero v Beljaku, kjer je napredoval iz mladinske v člansko selekcijo kluba VSV EC. V sezoni 2008/09 je igral na 57 tekmah, 31 v najvišji avstrijski hokejski ligi in 26 v U20 avstrijski mladinski ligi. Medtem ko se člansko moštvo ni uvrstilo v polfinale, v četrtfinalu jih je izločil EHC Black Wings Linz, pa se je z U20 moštvom uvrstil v polfinale prvenstva. Tam je na tekmi proti kasnejšim prvakom EC KAC že v prvi tretjini prejel disciplinsko kazen tekme za udarec s palico. Tudi zaradi tega so nato tekmo izgubili 3:4. Zorec si je lahko z U20 moštvom tako priigral le 3. mesto. 
Zorec je avstrijski reprezentant, v kategoriji do 18 let.

## Pregled kariere
Odebeljeno - reprezentančni nastopi, glej tudi Statistika pri hokeju na ledu.
| Moštvo   | Liga                          | Sezona |    | Redni del | Redni del | Redni del | Redni del | Redni del | Redni del |   | Končnica | Končnica | Končnica | Končnica | Končnica | Končnica |
| -------- | ----------------------------- | ------ | -- | --------- | --------- | --------- | --------- | --------- | --------- | - | -------- | -------- | -------- | -------- | -------- | -------- |
| Moštvo   | Liga                          | Sezona | OT | G         | P         | T         | +/-       | KM        | OT        | G | P        | T        | +/-      | KM       |          |          |
| VSV EC   | Avstrijska liga               | 06/07  |    | 1         | 0         | 0         | 0         | 0         | 0         |   |          |          |          |          |          |          |
| VSV EC   | U20 avstrijska mladinska liga | 06/07  |    | 17        | 5         | 8         | 13        |           | 28        |   |          |          |          |          |          |          |
| VSV EC   | U20 avstrijska mladinska liga | 07/08  |    | 22        | 9         | 11        | 20        |           | 26        |   |          |          |          |          |          |          |
| Avstrija | Svetovno prvenstvo U18 D1     | 08     |    | 3         | 0         | 0         | 0         | +2        | 2         |   |          |          |          |          |          |          |
| VSV EC   | Avstrijska liga               | 08/09  |    | 31        | 0         | 1         | 1         | +2        | 0         |   |          |          |          |          |          |          |
| Skupaj   |                               |        |    | 74        | 14        | 20        | 34        | +4        | 56        |   |          |          |          |          |          |          |

## Dosežki
- Avstrijski mladinski prvak v hokeju na ledu (s klubom VSV EC): 2007, 2008